# Mitreu

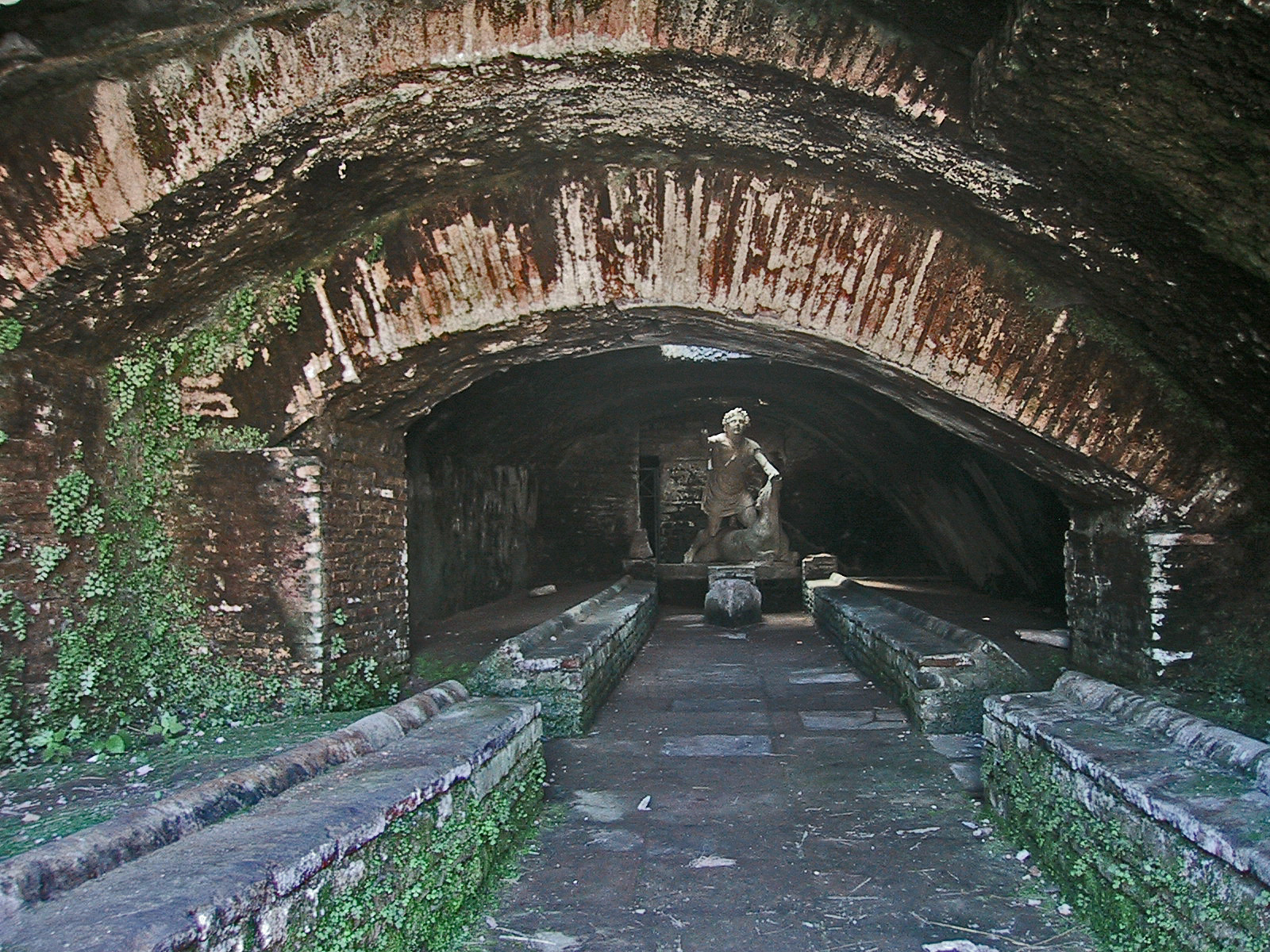
Mitreu encontrado nas ruínas de Óstia, Itália

Mitreu (em latim: Mithraeum) era um lugar de devoção para os seguidores da religião de mistério do mitraísmo.

## Estrutura
O mitreu era ou uma caverna natural adaptada ou um edifício imitando uma. Os mitreus eram escuros e sem janelas, mesmo se não estivessem de fato em um lugar subterrâneo. Quando possível, o mitreu era construído dentro ou no subsolo de edifícios já existentes. O local de um mitreu pode também ser identificado por conta de sua entrada separada, ou vestíbulos, sua "caverna", chamada espeleu (spelaeum) ou espelunca (spelunca), com bancos correndo pelas paredes para apoiar a refeição cerimonial, e seu seu santuário no final, geralmente num recesso da parede, perante o qual ficava o altar na forma de um pedestal. Muitos mitreus com este mesmo plano básico estão espalhados por todo o território por onde esteve o Império Romano, particularmente onde as legiões ficavam estacionadas ao longo de fronteiras. Outros, mesmo depois de convertidos em criptas abaixo de igrejas cristãs, podem ser reconhecidos pelo desenho básico.
Da estrutura dos mitreus é possível supor que os devotos se reuniam para uma refeição cerimonial, sendo que alguns deles podiam comportar mais de 30 indivíduos.

## Mitreus pela Europa
França
- Biesheim
- Mackwiller
- Sarrebourg

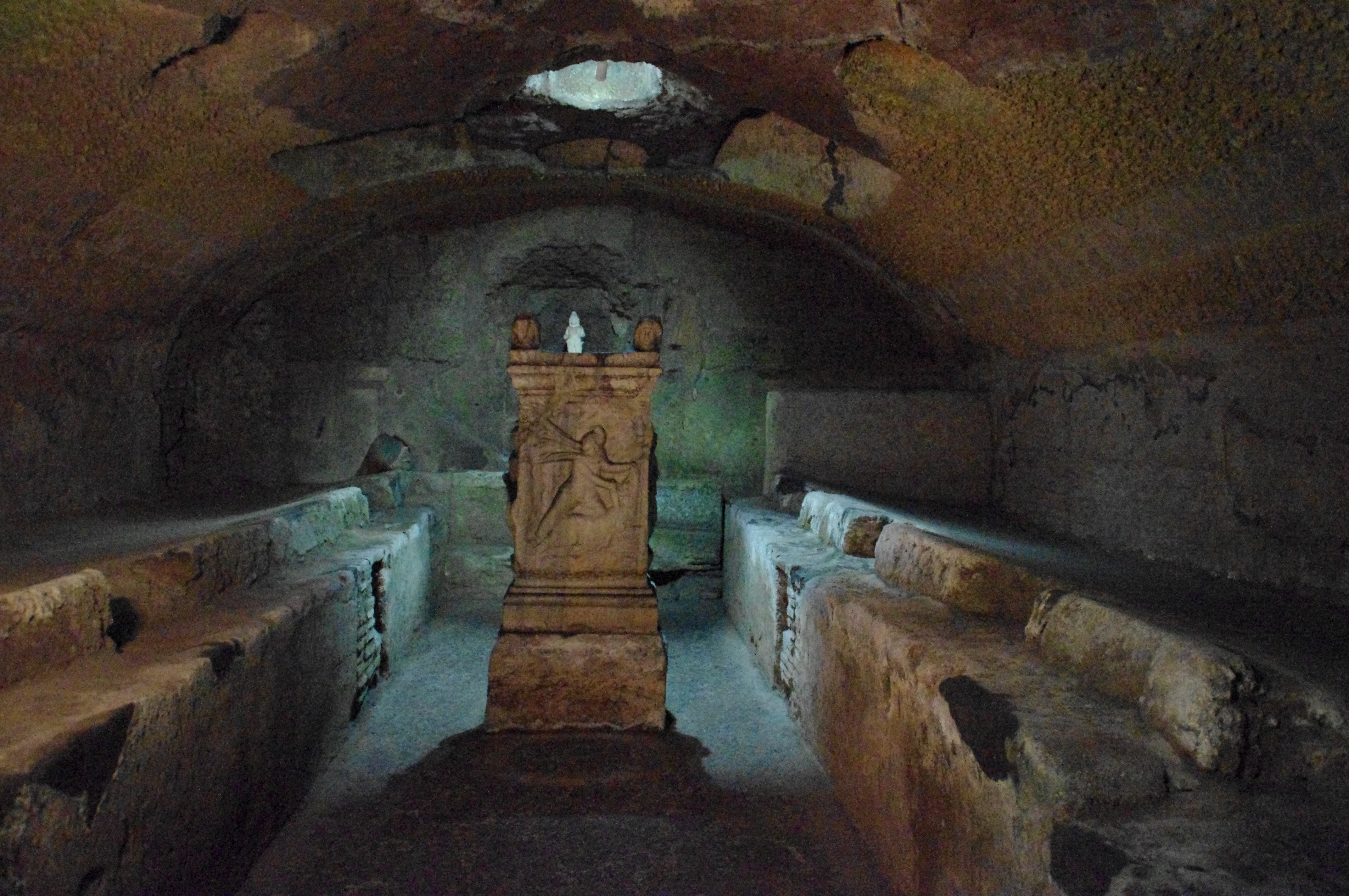
Mitreu da Basílica de São Clemente, em Roma

- Estrasburgo (distrito de Kœnigshoffen)

Alemanha
- Dieburgo/Darmstadt
- Francoforte-Heddernheim
- Friburgo em Brisgóvia, com as relíquias de Riegel em exposição no museu de Friburgo
- Gimmeldingen, Mithras-Heiligtum [1]
- Güglingen
- Hanau
- Heidelberga, Museu Kurpfälzisches
- Colônia
- Königsbrunn (perto de Augsburgo)
- Mogúncia, Altares do Mitreu de Mogúncia
- Neuss (Legionslager Castra Novaesia)
- Osterburken
- Riegel [2] (perto de Friburgo em Brisgóvia)
- Saalburgo
- Saarbrücken
- Schwarzerden
- Wiesloch

Hungria
- Mitreu de Aquinco. Aberto dentro do "Parque Arqueológico de Aquinco"
- Mitreu de Savária
- Mitreu de Fertőrákos

Itália
- Na cidade de Roma:
  - Mitreu do Circo Máximo. Pode ser visitado com hora marcada.
  - Mitreu Barberini. Pode ser visitado com hora marcada.
  - Mitreu de São Clemente, sob a Basílica de São Clemente. Visível a partir do museu arqueológico.
  - Mitreu das Termas de Caracala. Pode ser visitado com hora marcada.
  - Mitreu do Castro dos Peregrinos (Mithraeum Castra Peregrinorum), sob a igreja de Santo Estêvão Redondo. Pode ser visitado com hora marcada.
  - Mitreu de Santa Prisca. Pode ser visitado com hora marcada.
- Mitreu de Santa Maria Capua Vetere
- Mitreu das Sete Esferas em Óstia

Romênia
- Um mitreu reconstruído no Lipidário do Museu Brukenthal, com alguns itens desenterrados em Ápulo (Alba Júlia).

Espanha
- Mitreu da vila romana de Fonte Álamo (Puente Genil).

Suíça
- Martigny (antiga Octoduro) - um mitreu reconstruído [3]

Reino Unido
- Mitreu de Caernarfon, País de Gales.
- Carrawburgh, Muralha de Adriano, Inglaterra. Aberto à visitação.
- Mitreu de Londres, Inglaterra. Aberto à visitação.